# Friede von Münster

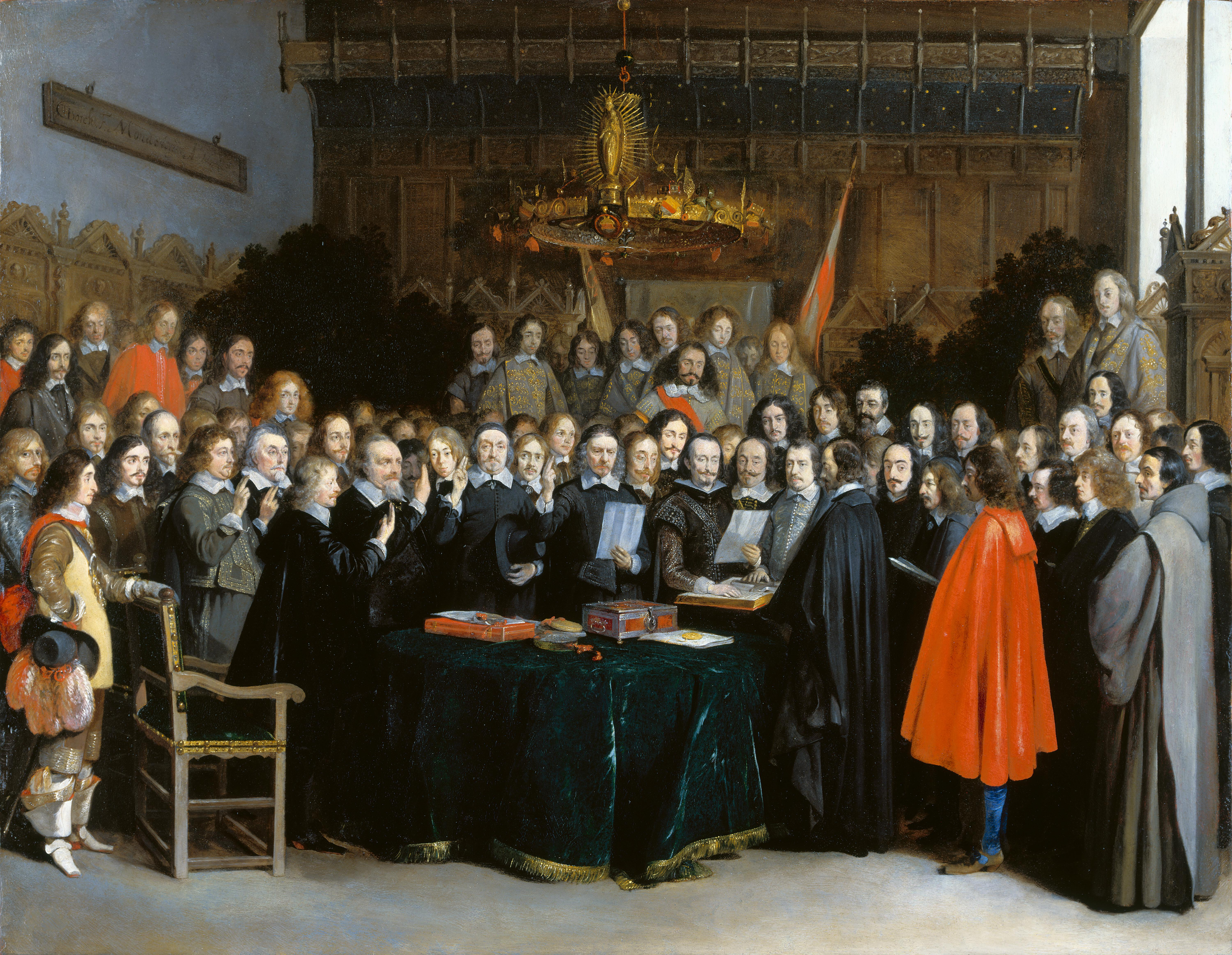
Gerhard ter Borch. Der Friede von Münster. Ein Spanier und sechs Niederländer beschwören im Rathaus zu Münster den spanisch-niederländischen Friedensvertrag – die sechs Verhandlungsführer mit erhöhten Fingern: Willem Ripperda, Frans van Donia, Adriaen Clant tot Stedum, Adriaan Pauw, Johan van Mathenesse und Barthold van Gent.

Der Friede von Münster (niederländisch Vrede van Münster, spanisch Tratado de Muñiste) beendete am 15. Mai 1648 den Achtzigjährigen Krieg zwischen Spanien und der Republik der Sieben Vereinigten Niederlande.
Die Friedensverhandlungen fanden von 1646 bis 1648 im Rahmen des Westfälischen Friedenskongresses in Münster statt, der am 24. Oktober 1648 schließlich auch zum in Münster und Osnabrück geschlossenen Westfälischen Frieden zwischen Frankreich, dem Heiligen Römischen Reich und Schweden führte.

## Vorgeschichte
Im Laufe der 1640er Jahre trat die republikanisch gesinnte patriziatische Elite der Provinz Holland, die Gebrüder Andries und Cornelis Bicker, sowie Andries und Cornelis de Graeff sowie Jacob de Witt für eine Beendigung des Krieges mit dem Königreich Spanien sowie einer Reduzierung der Landstreitkräfte ein.
Der andauernde Kriegszustand hemmte die wirtschaftliche und gesellschaftliche Entwicklung der Vereinigten Niederlande. Auch stärkte der Kriegszustand die Macht des Statthalters als Oberbefehlshaber der Streitkräfte, was nicht im Sinne der Republikaner war.
Der Statthalter aller Provinzen und Kapitän-General Friedrich Heinrich von Oranien starb im März 1647, nachdem 1646 bereits ein Waffenstillstand und im Januar 1647 ein provisorisches Friedensabkommen ausgehandelt worden war.
Während der politische Druck des Bicker-De Graeff Clans den Friedensschluss auf Seiten der Niederländer herbeigeführt hatte, trug das Eingreifen Frankreichs in den Konflikt maßgeblich dazu bei, dass auch Spanien zu Friedensverhandlungen bereit war.

## Verhandlungen
Der spanische König Philipp war durch den Grafen von Peñaranda vertreten.
Auf Seiten der Vereinigten Niederlande war die Provinz Holland durch Johan van Mathenesse und Adriaan Pauw vertreten, die übrigen sechs Provinzen jeweils durch einen Gesandten:
- Johan de Knuyt für Zeeland,
- Adriaan Clant für Groningen,
- Godart van Reede für Utrecht,
- Frans van Donia für Friesland,
- Barthold van Gent für Gelderland
- Willem Ripperda für Overijssel

Verhandelt wurde in den Quartieren der beteiligten Gesandten in Münster. Die von einer kaiserlichen Besatzung unter Stadtkommandant Johann von Reumont beschützte Stadt wurde im Zuge des Westfälischen Friedenskongresses neutralisiert, Reumont trat dazu in münstersche Dienste über.
Mit dem Abschluss des Vertrags endete das bisherige, gegen Spanien gerichtete Zweckbündnis zwischen den Niederlanden und Frankreich. Zum Frieden zwischen Frankreich und Spanien kam es 1659.
Am 30. Januar 1648 konnte schließlich der spanisch-niederländische Vertrag im Krameramtshaus, dem Quartier der Niederländer und heutigen Haus der Niederlande, unterzeichnet werden. Am 15. Mai 1648 wurde dieser Vertrag in einer feierlichen Zeremonie im Historischen Rathaus zu Münster beschworen. Der niederländische Maler Gerard ter Borch hat dies in einem Gemälde festgehalten.
Im Frieden von Münster wurden die Vereinigten Niederlande von dem spanischen König als souverän anerkannt, womit Spanien die schon seit 1568 de facto existierende niederländische Unabhängigkeit formell bestätigte:

“Inden eersten verclaert den voors. Heer Coninck ende erkent, dat de voors. Heeren Staten Generael vande Vereenichde Nederlanden, en de respective Provincien vande selve, met alle haer geassocieerde Landschappen, Steden en aenhorige Landen, sijn vrije ende Souveraine Staten, Provincien en Landen, opde welcke, noch op haer geassocieerde Landschappen, Steden en Landen voors. hij heer Coninck niet en pretendeert, noch nu, ofte namaels, voor hem selven, sijne successeurs en nacomelingen immermeer ijets sal pretenderen, ende dienvolgens te vreden te sijn met deselve Heeren Staten te tracteren, gelijck hij doet by dese jegenwoordige, een eeuwige Vrede, opde conditien hier naer beschreven en verclaert.”

„Zuallererst erklärt und erkennt der Herr König, dass die Generalstaaten der Republik der Vereinigten Niederlande, und ihre jeweiligen Provinzen, mit allen ihren assoziierten Landschaften, Städten und zugehörigen Ländern freie und souveräne Staaten, Provinzen und Länder sind; einschließlich der mit ihr assoziierten Landschaften, Städten und Ländern, worauf er, Herr König, weder jetzt noch in der Zukunft, weder für sich noch seine Nachfolger und Nachkommen, Anspruch erheben wird, und deswegen erklärt zuzustimmen mit denselben Herrn Staaten zu verhandeln, wie er jetzt macht mittels diesem heutigen ewigen Friede, unter den hiernach beschriebenen und erklärten Bedingungen.“

In der deutschen Geschichtsschreibung wird der Friede von Münster generell auch als das endgültige Ausscheiden der Niederlande aus dem Heiligen Römischen Reich verstanden, obwohl die Habsburger die Niederlande mittels des Burgundischen Vertrags im Jahr 1548 schon weitgehend aus dem Herrschaftssystem des Heiligen Römischen Reiches herausgelöst hatten. Im Dokument des Friedens von Münster wurde weder das Heilige Römische Reich noch der Kaiser genannt.

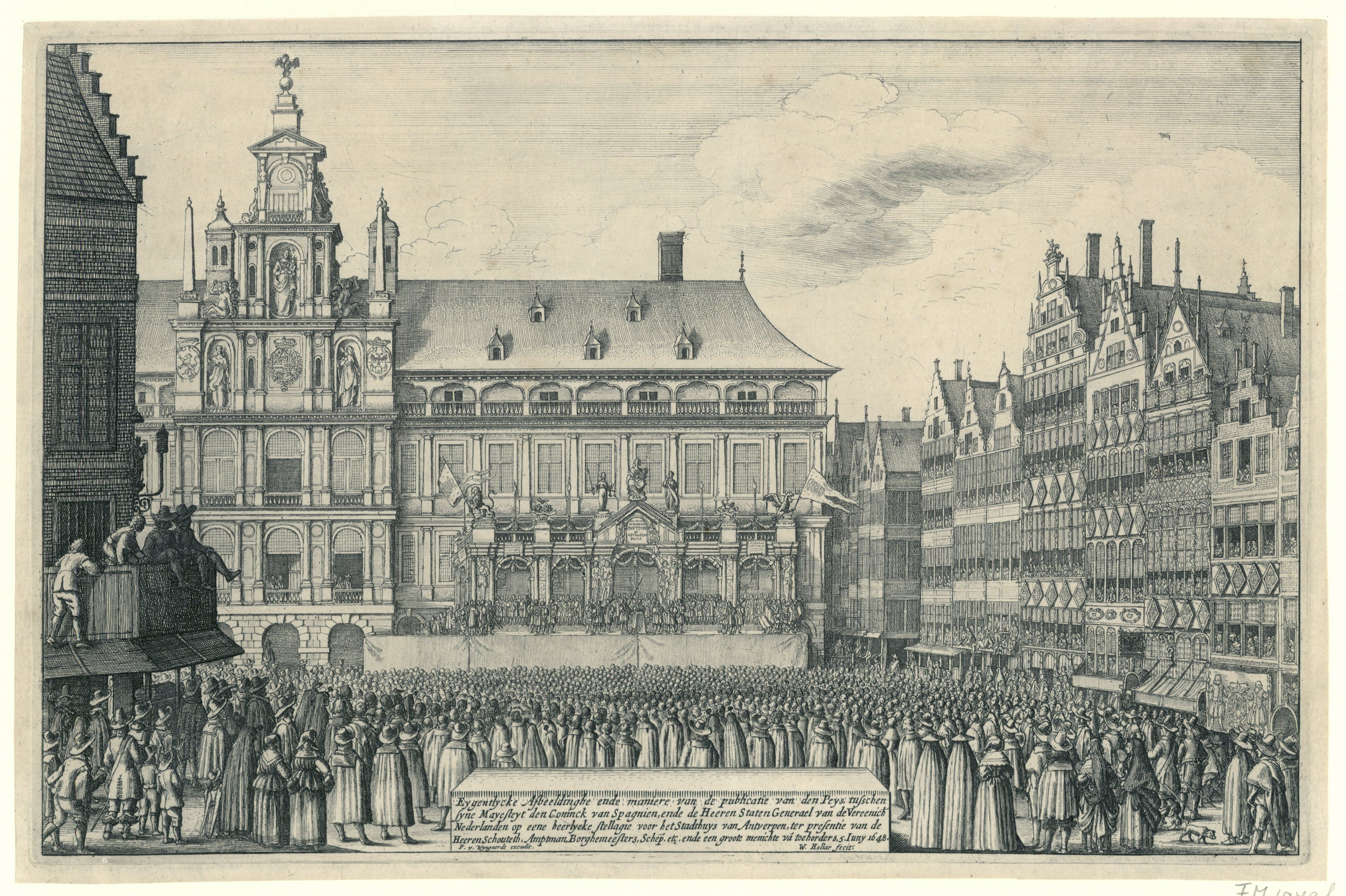
Proklamation des Friedens von Münster in Antwerpen 1648, Wenceslaus Hollar.

## Bestimmungen des Vertrags
- Der Achtzigjährige Krieg wurde beendet.
- Die Republik der Vereinigten Niederlande wurde de jure als souveräner Staat anerkannt.
- Anerkennung der Südgrenze der Republik, bzw. Nordgrenze der spanischen Niederlande, uti possidetis.
- Formeller Abschluss des Antwerpener Hafens für Handelsschiffe.
- Die Oktroye der Niederländischen Westindien-Kompanie (WIC) und Niederländischen Ostindien-Kompanie (VOC) wurden von Spanien anerkannt.
- Es wurde den WIC und VOC erlaubt, in der Karibik und Südostasien Freihandel zu treiben.
- Es wurde Spanien verboten, mit den niederländischen Kolonien Handel zu treiben.

Als indirekte Folge des Vertragsschlusses wurden die Reformierten Kirchen zur Staatskirche der Republik. Der Besitz der katholischen Kirche wurde von der Regierung eingezogen. Bis 1795 blieb es katholischen Gläubigen verboten, ihre Kirchen für Gottesdienste zu nutzen.